# Gottlieb Wernsdorf III
Pour les articles homonymes, voir Wernsdorf.
 (janvier 2016).
Si vous disposez d'ouvrages ou d'articles de référence ou si vous connaissez des sites web de qualité traitant du thème abordé ici, merci de compléter l'article en donnant les références utiles à sa vérifiabilité et en les liant à la section « Notes et références ».
Gottlieb Wernsdorf III est un philosophe prussien, fils de Gottlieb Wernsdorf (l'ainé), lui-même fils aîné de Gottlieb Wernsdorff (l'ancien).

## Biographie
Né à Dantzig le 10 avril 1747, où il a effectué ses études primaires et secondaires jusqu'à l'âge de 18 ans.
En 1765, il est entré à l'université de Wittenberg ; entre autres sujets d'études, il a suivi principalement la jurisprudence pendant quatre ans. Reçu comme notaire, le 18 mai 1769, il a tenu ensuite des conférences juridiques.
En 1771, il était avocat à la cour royale et au consistoire de Wittenberg, et l'année suivante à l'Académie de Wittenberg.
Le 11 octobre 1773, il a obtenu son doctorat de Sciences humaines et le 16 octobre 1779, le Diplôme universitaire de Magister de philosophie.
En 1783, il était examinateur associé à la Wittenberg Law School et en 1788 il fut nommé professeur extraordinaire  de droit féodal ; en 1790, il obtint la chaire de professeur pour les institutions ; de 1791 à 1797, il fut Recteur de l'Université de Wittenberg ; en 1799 il fut nommé président de la Digestum infortatium et novum et peu de temps avant sa mort, président de la veteris Dignestum.
Wernsdorf a été marié à Elisabeth Christiane Strauss en 1774.